# Ectropothecium sodale
Ectropothecium sodale är en bladmossart som beskrevs av Mitten 1868. Ectropothecium sodale ingår i släktet Ectropothecium och familjen Hypnaceae. Inga underarter finns listade i Catalogue of Life.